# Lance Macklin
Lance Macklin   (Londres, 2 de setembre de 1919 - Kent, 29 d'agost de 2002) va ser un pilot de curses automobilístiques anglès que va arribar a disputar curses de Fórmula 1.

## A la F1
Va debutar a la tercera temporada de la història del campionat del món de la Fórmula 1, la corresponent a l'any 1952, disputant el 18 de maig el GP de Suïssa, que era la prova inaugural de la temporada.
Lance Macklin va participar en quinze curses (amb 13 sortides) puntuables pel campionat de la F1, repartides en quatre temporades 1952, 1953, 1954 i 1955. Aquest darrer any, va estar involucrat en el famós desastre de Le Mans.
Fora del campionat de la F1 va disputar nombroses proves amb millors resultats que a les curses oficials fins a la seva retirada deguda a un accident.

## Resultats a la Fórmula 1
| Any  | Equip             | Xassís   | Motor    | 1       | 2       | 3       | 4       | 5       | 6       | 7     | 8       | 9       | Posició | Punts |
| ---- | ----------------- | -------- | -------- | ------- | ------- | ------- | ------- | ------- | ------- | ----- | ------- | ------- | ------- | ----- |
| 1952 | HW Motors Ltd     | HWM      | Alta     | SUI Ret | 500     | BEL 11  | FRA 9   | GBR 15  | ALE     | HOL 8 | ITA DNQ |         | -       | 0     |
| 1953 | HW Motors Ltd     | HWM      | Alta     | ARG     | 500     | HOL Ret | BEL Ret | FRA Ret | GBR Ret | ALE   | SUI Ret | ITA Ret | -       | 0     |
| 1954 | HW Motors Ltd     | HWM      | Alta     | ARG     | 500     | BEL     | FRA Ret | GBR     | ALE     | SUI   | ITA     | ESP     | -       | 0     |
| 1955 | Stirling Moss Ltd | Maserati | Maserati | ARG     | MON DNQ | 500     | BEL     | HOL     | GBR 8   | ITA   |         |         | -       | 0     |

### Resum
| Curses: | Victòries: | Pòdiums: | Poles: | Voltes ràpides: | Punts: |
| ------- | ---------- | -------- | ------ | --------------- | ------ |
| 15      | 0          | 0        | 0      | 0               | 0      |